# Гарольд Мукуді
Гарольд Мукуді (фр. Harold Moukoudi, нар. 27 листопада 1997, Бонді) — камерунський та французький футболіст, захисник клубу АЕК (Афіни) та національної збірної Камеруну.

## Клубна кар'єра
Народився 27 листопада 1997 року в місті Бонді. Вихованець ряду юнацьких команд французьких футбольних клубів, останнім з яких став «Гавр». З 2014 року став грати за резервну команду клубу, в якій провів три сезони, взявши участь у 44 матчах чемпіонату.
11 жовтня 2016 року дебютував за першу команду «Гавра» в матчі Ліги 2 проти «Клермона». Загалом відіграв за команду з Гавра наступні три сезони своєї ігрової кар'єри. Більшість часу, проведеного у складі «Гавра», був основним гравцем захисту команди.
В червні 2019 року на правах вільного агента перейшов у клуб вищого дивізіону «Сент-Етьєн». За півроку відіграв за команду із Сент-Етьєна 11матчів у національному чемпіонаті.
Не маючи стабільної ігрової практики через конкуренцію з Перреном, Фофана та Саліба в центрі захисту, 31 січня 2020 перейшов в оренду до завершення сезону до клубу англійського Чемпіоншипа «Мідлсбро».

## Виступи за збірні
2012 року дебютував у складі юнацької збірної Франції (U-16). Загалом на юнацькому рівні взяв участь у 18 іграх, відзначившись одним забитим голом.
12 жовтня 2019 року дебютував в офіційних матчах у складі національної збірної Камеруну у товариському поєдинку з Тунісом (0:0).
| Дата       | Місто   | Господарі   | Результат               | Гості        | Турнір                                             | Голи | Примітки |
| ---------- | ------- | ----------- | ----------------------- | ------------ | -------------------------------------------------- | ---- | -------- |
| 12-10-2019 | Радес   | Туніс       | 0 – 0                   | Камерун      | товариський матч                                   | -    | 66'      |
| 9-10-2020  | Утрехт  | Японія      | 0 – 0                   | Камерун      | товариський матч                                   | -    |          |
| 12-11-2020 | Дуала   | Камерун     | 4 – 1                   | Мозамбік     | Відбір до Кубка африканських націй 2021            | -    |          |
| 16-11-2020 | Мапуту  | Мозамбік    | 0 – 2                   | Камерун      | Відбір до Кубка африканських націй 2021            | -    |          |
| 3-9-2021   | Яунде   | Камерун     | 2 – 0                   | Малаві       | Відбір до ЧС 2022                                  | -    |          |
| 6-9-2021   | Абіджан | Кот-д'Івуар | 2 – 1                   | Камерун      | Відбір до ЧС 2022                                  | -    |          |
| 8-10-2021  | Дуала   | Камерун     | 3 – 1                   | Мозамбік     | Відбір до ЧС 2022                                  | -    |          |
| 11-10-2021 | Танжер  | Мозамбік    | 0 – 1                   | Камерун      | Відбір до ЧС 2022                                  | -    |          |
| 17-1-2022  | Яунде   | Камерун     | 1 – 1                   | Кабо-Верде   | Кубок африканських націй 2021 - 1-й етап           | -    |          |
| 3-2-2022   | Яунде   | Камерун     | 0 – 0 д.ч. (1 – 3 п.п.) | Єгипет       | Кубок африканських націй 2021 - півфінал           | -    | 99'      |
| 6-2-2022   | Яунде   | Камерун     | 3 – 3 д.ч. (5 – 3 п.п.) | Буркіна-Фасо | Кубок африканських націй 2021 - матч за 3-тє місце | -    |          |
| Усього     |         | Матчів      | 11                      |              | Голів                                              | 0    |          |

## Титули і досягнення
- Чемпіон Греції (1):

АЕК: 2023
- Володар кубка Греції (1):

АЕК: 2023
Збірні
- Бронзовий призер Кубка африканських націй: 2021